# Cristián Peña Morales
Cristián Abel Jorge Peña Morales (Lebu, 22 de marzo de 1971) es un político chileno de centro, ex concejal y ex alcalde de la comuna de Lebu.

## Actividad política
Ingresó a la Municipalidad de Lebu el año 1992. Se desempeñó la mayor parte de su carrera funcionaria en el Departamento de Relaciones Públicas hasta su elección de concejal en 2008.

### Concejal de Lebu
En 2004 y con 33 años, decide presentarse como candidato al Concejo municipal de Lebu. Aunque logró la segunda mayoría comunal de las preferencias, no logró ser electo debido a su condición de candidato independiente.
En 2008 realiza un acuerdo político con la Democracia Cristiana, (su ex tienda política) y se postula dentro de su lista a las elecciones municipales de ese año. Logra ser electo concejal, consiguiendo la primera mayoría electoral de la comuna. Durante los cuatro años de su gestión, destacó como un decidido defensor del estatus de capital provincial que actualmente ostenta Lebu. Además, exigió solución a las históricas deficiencias que presentan las empresas de servicios sanitarios y de distribución de energía eléctrica en la ciudad. 

### Alcalde de Lebu
Se desempeña como alcalde de Lebu desde su triunfo en las elecciones municipales de 2012, cuando decidió enfrentar al PS y a la Alianza ganando la alcaldía con un 60,40% de los votos como candidato independiente.
Para las elecciones municipales de 2016 se presentó a la reelección como candidato independiente, esta vez dentro del pacto Nueva Mayoría. Fue elegido alcalde para un nuevo periodo con un 66,8% de las preferencias.
En 2021 decide compite por el último periodo edilicio consecutivo que le permite la legislación, inscribiendo su candidatura como independiente apoyado por la Democracia Cristiana, dentro del pacto Unidos por la Dignidad. En esta elección obtuvo un 72,72% de las preferencias comunales, derrotando a la candidata derechista Marcela Tiznado.
Anteriormente militó de manera formal desde su juventud en la DC, al igual que su padre Abel Peña, quién fuera concejal de Lebu entre los años 1996 y 2000.

### Rol como defensor de inversión pública en Lebu ante gobierno deSebastián Piñera
El viernes 12 de abril de 2019, en el marco de una visita a un centro de salud de la comuna. Peña emplazó al subsecretario de Redes Asistenciales, Luis Castillo respecto al proyecto de un nuevo hospital para Lebu. Debido a su insistencia, el edil fue tratado de "catete" por parte de la senadora UDI Jacqueline Van Rysselberghe, situación que logró ser registrada en video y que logró repercusión en diversos medios de comunicación nacional.
Sobre la construcción del Hospital Lebu Los Álamos, el 13 de marzo de 2019, manifestó "que prefiere no pensar en pasadas de cuentas políticas y apunta a la necesidad de un recinto que atenderá a cerca de 50 mil personas. 
EL 22 de abril de 2020, en el contexto de la pandemia de enfermedad por coronavirus el alcalde Cristián Peña señaló que Lebu y las comunas de la provincia de Arauco fueron abandonadas por el gobierno de Sebastián Piñera.

### Candidatura a diputado (2025)
El 27 de abril de 2025, medios de prensa de la Región del Biobío confirmaron su precandidatura a diputado por el distrito 21.